# Cam Clarke
 (avril 2020).
Si vous disposez d'ouvrages ou d'articles de référence ou si vous connaissez des sites web de qualité traitant du thème abordé ici, merci de compléter l'article en donnant les références utiles à sa vérifiabilité et en les liant à la section « Notes et références ».
Cameron Arthur "Cam" Clarke est un acteur américain né le 6 novembre 1957 à Los Angeles, Burbank.

## Filmographie

### Cinéma
- 1976 : La Flûte à six schtroumpfs : Peewit (voix)
- 1976 : La Loi de la montagne (Baker's Hawk) : Morrie
- 1982 : Attack of the Super Monsters (vidéo) : Lt. Wallace 'Wally' Singer (voix)
- 1982 : The Avenging : Jared Anderson
- 1983 : What's Up, Hideous Sun Demon
- 1993 : Les Aventures de Huckleberry Finn (The Adventures of Huck Finn) : Additional Voices (voix)
- 1996 : Circle of Life: An Environmental Fable : Simba (voix)
- 1997 : Question de confiance (Matter of Trust) : Radio Caller 1
- 1998 : Troops : Captain Jyanix Bach (voix)
- 1998 : The Adventures of Ragtime : Ragtime (voix)
- 1998 : Le Roi lion 2 : L'Honneur de la tribu : Simba (chant)
- 1998 : Scooby-Doo sur l'île aux zombies (Scooby-Doo on Zombie Island) (vidéo) : Beau Neville (voix)
- 1999 : Nuttiest Nutcracker (vidéo) : Prince; Asparagus; Mouse Sergeant (voix)
- 2000 : La Petite Sirène 2 (The Little Mermaid II: Return to the Sea) (vidéo) : Flounder (voix)
- 2004 : Le Roi lion 3 : Hakuna Matata (The Lion King 1½) (vidéo) : Additional Voices (voix)
- 2004 : Clifford's Really Big Movie : Mr. Howard / Marcus (voix)
- 2006 : Happy Feet : Additional Voices (voix)
- 2012 : L'Étrange Pouvoir de Norman : Un villageois

### Télévision
- 1973 : Butch Cassidy and the Sundance Kids (série télévisée) : Additional Voices (voix)
- 1983 : The Charlie Brown and Snoopy Show (série télévisée) : Singer / Additional Voices (voix)
- 1985 : Robotech (série télévisée) : Lancer / Maximillian Sterling (voix)
- 1986 : Macron 1 (série télévisée) : Jason Templer (voix)
- 1987 : Teenage Mutant Ninja Turtles (feuilleton) : Leonardo / Rocksteady / Additional Voices (voix)
- 1987 : G-Force: Guardians of Space (série télévisée) : Dirk Daring / Red Impulse
- 1987 : Sab-Rider le chevalier au sabre ("Saber Rider and the Star Sheriffs") (série télévisée) : Phillip (voix)
- 1988 : The New Adventures of the Snorks (série télévisée) : Additional Voices (voix)
- 1988 : Snoopy: The Musical (téléfilm) : Snoopy
- 1988 : Denver, le dernier dinosaure ("Denver, the Last Dinosaur") (série télévisée) : Mario / Shades (voix)
- 1988 : Dino Riders (série télévisée) : Additional Voices (voix)
- 1989 : California Raisins (série télévisée) : Bebop (voix)
- 1990 : Widget, the World Watcher (série télévisée) : Additional Voices (voix)
- 1990 : Super Baloo (TaleSpin) (série télévisée) : Additional Voices (voix)
- 1990 : La Guerre des tomates ("Attack of the Killer Tomatoes") (série télévisée) : Igor (voix)
- 1990 : Teenage Mutant Ninja Turtles: The Cufflink Caper (téléfilm) : Leonardo / Rocksteady (voix)
- 1990 : Capitaine Planète (Captain Planet and the Planeteers) (série télévisée) : Ooze (1990-1993) / Additional Voices (voix)
- 1991 : Teenage Mutant Ninja Turtles: Planet of the Turtleoids (téléfilm) : Leonardo / Rocksteady (voix)
- 1991 : Où est Charlie? ("Where's Waldo?") (série télévisée) : Additional Voices (voix)
- 1992 : Eek! Le chat (Eek! The Cat) (série télévisée) : Additional Voices (voix)
- 1993 : Mr. Bogus (série télévisée) : Mr. Bogus (voix)
- 1994 : Creepy Crawlers (série télévisée) : Additional Voices (voix)
- 1994 : aladdin (série télévisée) : Additional Voices (voix)
- 1995 : The MAsk ("The Mask") (série télévisée) : Doc (Putty Thing)
- 1995 : Timon et Pumbaa (série télévisée) : Simba (voix)
- 1995 : Les Histoires farfelues de Félix le Chat ("The Twisted Adventures of Felix the Cat") (série télévisée) : Additional Voices (voix)
- 1996 : Jumanji (série télévisée) : Peter Shepherd (II) / Additional Voices (voix)
- 1996 : Couacs en vrac (Quack Pack) (série télévisée) : Additional Voices (voix)
- 1997 : Cléo et Chico (Cow and Chicken) (série télévisée) : Additional Voices (voix)
- 1997 : Les 101 Dalmatiens, la série (série télévisée) : Rex Hunter / Additional Voices (voix)
- 1997 : Pepper Ann (série télévisée) : Stuart (voix)
- 1997 : The Online Adventures of Ozzie the Elf (téléfilm) : Ozzie (voix)
- 1998 : Toonsylvania (série télévisée) : Additional Voices (voix)
- 1998 : Mad Jack the Pirate (série télévisée) : Fuzzy (voix)
- 1999 : The Kids from Room 402 (série télévisée) : Coach (voix)
- 2000 : Grandma Got Run Over by a Reindeer (téléfilm) : Austin Bucks
- 2000 : Dieu, le diable et Bob ("God, the Devil and Bob") (série télévisée)
- 2000 : Clifford le gros chien rouge (série télévisée) : Machavelli / Mr. Mark Howard / Mr. Dink / Ad Annoucer (2000, 2003) (voix)
- 2001 : Disney's tous en boîte (House of Mouse) (série télévisée) : Simba (voix)
- 2002 : He-Man and the Masters of the Universe: The Beginning (téléfilm) : Prince Adam / He-Man
- 2002 : He-Man and the Masters of the Universe (série télévisée) : Prince Adam / He-Man (voix)

## Jeux vidéo
- 1998 : Metal Gear Solid : Liquid Snake (US uniquement) sous le nom de James Flinders
- 2001 : Metal Gear Solid 2: Sons Of Liberty : Liquid Snake (US et Européen)
- 2001 : Grandia 2 : Ryudo (US et Européen)
- 2004 : Metal Gear Solid: The Twin Snakes : Liquid Snake (US et Européen)
- 2004 : Tales of Symphonia : Kratos Aurion (US et Européen)
- 2006 : La famille Coup de Pouce : Maternelle petite section : Toc-Toc le pivert
- 2009 : Assassin's Creed Brotherhood : Sujet 16 (voix)
- 2015 : Fire Emblem Fates : Anankos, Arthur, Corrin (homme), Hinata (crédité sous le nom de Delem Donaldson)
- 2016 : Super Smash Bros. for Nintendo 3DS / for Wii U : Corrin (homme)
- 2017 : Fire Emblem Heroes : Arthur (Fates), Corrin (homme), Hinata
- 2017 : Fire Emblem Warriors : Corrin (homme)
- 2018 : Super Smash Bros. Ultimate : Corrin (homme)